# Hesperochernes occidentalis
Espèce
Synonymes
- Pseudozaona occidentalis Hoff & Bolsterli, 1956

Hesperochernes occidentalis est une espèce de pseudoscorpions de la famille des Chernetidae.

## Distribution
Cette espèce est endémique d'Arkansas aux États-Unis. Elle se rencontre dans la grotte Fincher Cave dans le comté de Washington.

## Publication originale
- Hoff & Bolsterli, 1956 : Pseudoscorpions of the Mississippi River drainage basin area. Transactions of the American Microscopical Society, vol. 75, p. 155-179.